# Salgótarján (distrikt)
Salgótarján är ett distrikt i Ungern. Det ligger i provinsen Nógrád, i den norra delen av landet, 90 km nordost om huvudstaden Budapest.